# Mangal

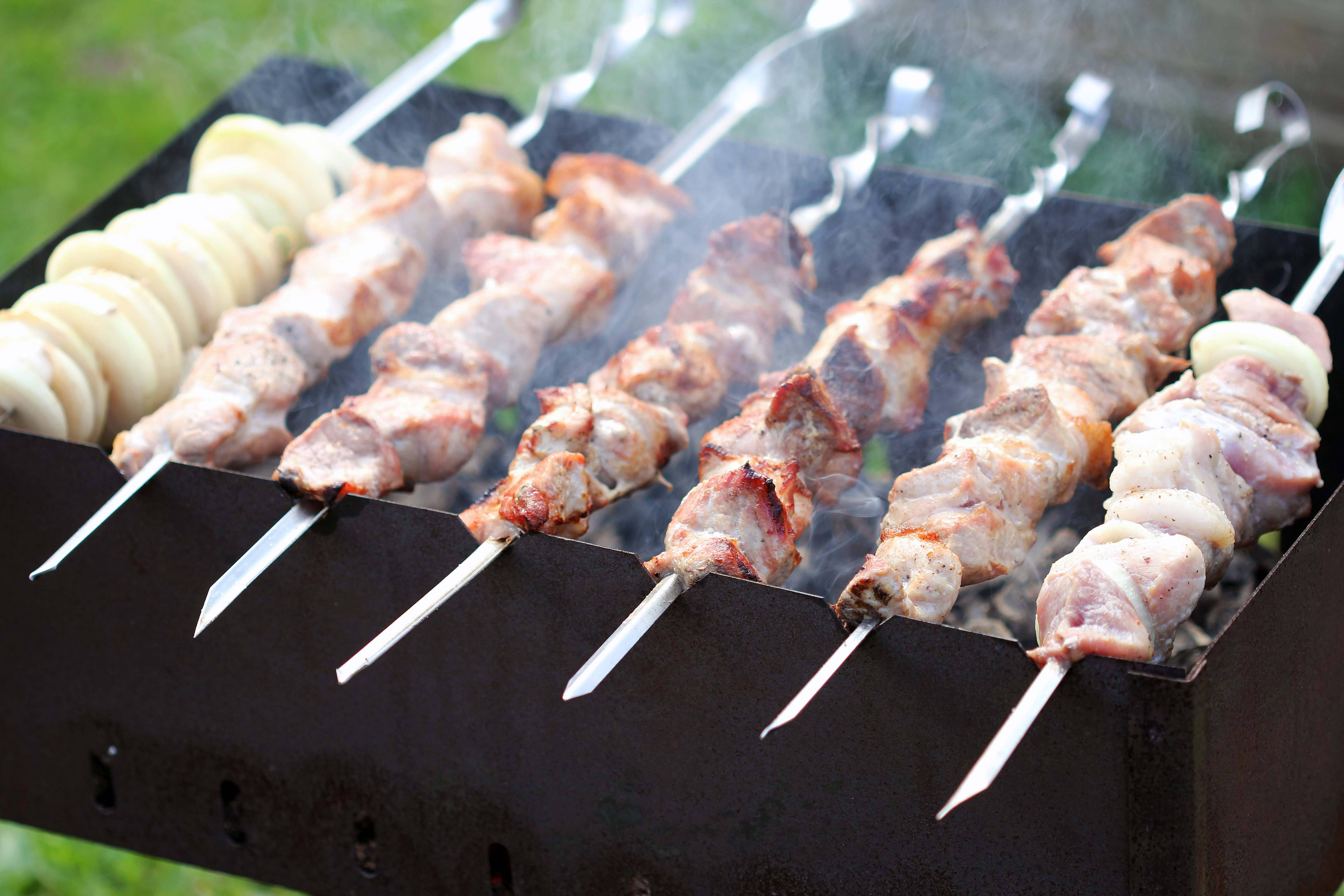
Mangal.

Mangal es el nombre dado a una técnica de barbacoa al estilo turco. El mangal es también popular en Irak, Turquía, Israel así como en algunos países de Oriente Medio. El mangal se hizo muy popular en la extinta Unión Soviética al emplearse el estilo en la elaboración de los Shashlik.

## Costumbre
Tras el objetivo de consumir comida, el mangal reúne a amigos y parientes en una fiesta que se hace habitualmente en jardines o áreas de pícnic, los anfitriones se esfuerzan en ofrecer hospitalidad a los invitados. El menú suele ser fundamentalmente cárnico, aunque un mangal típico suele contener también verduras, shish kebaps de varios tipos y koftas (köfte). Las ensaladas y otros alimentos servidos fríos también acompañan al mangal. El Şalgam o ayran son bebidas comunes que acompañan al mangal.
El mangal fue originariamente el nombre que se le daba a las estufas interiores empleadas para calentar comida y que posteriormente se reemplazaron por las cocinas modernas.